# Dinar jordano
El dinar (en árabe: دينار) es la moneda de curso legal del Reino Hachemita de Jordania. Se divide en 10 dirhams, 100 qirsh (o piastras), o bien en 1000 fils. También circula en Cisjordania junto al séquel israelí, dólar estadounidense y euro.

## Historia
Antes de 1949, en Jordania se utilizaba la libra palestina, y posteriormente se introdujo el dinar para sustituir a la libra a la par. Hasta 1992, las denominaciones en fils, qirsh, dirhams y dinares se escribían en árabe, y solamente los fils y dinares en inglés. Desde 1992, las denominaciones en fils y dirhams ya no se utilizan.

## Monedas
En 1949 se introdujeron las primeras series en denominaciones de 1, 5, 10, 20, 50 y 100 fils. En 1968 se añadieron las monedas de 25 fils, y en 1970 las de ¼ dinar. En 1996 se redujo el tamaño de las monedas de ¼ dinar, y se introdujeron las de ½ y 1 dinar.
| Imagen | Denominación | Emisión   | Metal                     | Metal                     | Canto      | Diámetro (mm) | Peso (g) | Anverso                                 | Reverso                                                                                        |
| Imagen | Denominación | Emisión   | Anillo                    | Centro                    | Canto      | Diámetro (mm) | Peso (g) | Anverso                                 | Reverso                                                                                        |
| ------ | ------------ | --------- | ------------------------- | ------------------------- | ---------- | ------------- | -------- | --------------------------------------- | ---------------------------------------------------------------------------------------------- |
|        | ½ Qirsh      | 1996      | Acero recubierto de Cobre | Acero recubierto de Cobre | Liso       | 21,00         | 4,00     | Rey Hussein - المملكة الأردنّيّة الهاشميّة | ½ - نصف القرش - HALF QIRSH - THE HASHEMITE KINGDOM OF JORDAN - año de acuñación                |
|        | 1 Qirsh      | 1994-1996 | Acero recubierto de Cobre | Acero recubierto de Cobre | Liso       | 25,00         | 5,50     | Rey Hussein - المملكة الأردنّيّة الهاشميّة | أحد القرش ١ - ONE QIRSH - THE HASHEMITE KINGDOM OF JORDAN - año de acuñación                   |
|        | 2½ Piastras  | 1992-1993 | Acero chapado en Níquel   | Acero chapado en Níquel   | Estriado   | 22,00         | 3,00     | Rey Hussein - المملكة الأردنّيّة الهاشميّة | اثنان ونصف قرش ½٢ - TWO AND HALF PIASTRES - THE HASHEMITE KINGDOM OF JORDAN - año de acuñación |
|        | 5 Piastras   | 1992-1996 | Acero chapado en Níquel   | Acero chapado en Níquel   | Estriado   | 26,00         | 5,00     | Rey Hussein - المملكة الأردنّيّة الهاشميّة | خمسة قروش ٥ - FIVE PIASTRES - THE HASHEMITE KINGDOM OF JORDAN - año de acuñación               |
|        | 10 Piastras  | 1992-1997 | Acero chapado en Níquel   | Acero chapado en Níquel   | Estriado   | 28,00         | 8,00     | Rey Hussein - المملكة الأردنّيّة الهاشميّة | عشرة قروش ١٠ - TEN PIASTRES - THE HASHEMITE KINGDOM OF JORDAN - año de acuñación               |
|        | ¼ Dinar      | 1996-1997 | Latón                     | Latón                     | Liso       | 26,50         | 7,40     | Rey Hussein - المملكة الأردنّيّة الهاشميّة | ¼ - عشرة قروش - QUARTER DINAR - THE HASHEMITE KINGDOM OF JORDAN - año de acuñación             |
|        | ½ Dinar      | 1996-1997 | Latón                     | Latón                     | Liso       | 29,00         | 9,80     | Rey Hussein - المملكة الأردنّيّة الهاشميّة | ½ - نصف الدينار - HALF DINAR - THE HASHEMITE KINGDOM OF JORDAN - año de acuñación              |
|        | ½ Dinar      | 1996-1997 | Bronce de Aluminio        | Cuproníquel               | Liso       | 29,00         | 9,60     | Rey Hussein - المملكة الأردنّيّة الهاشميّة | ½ - نصف الدينار - HALF DINAR - THE HASHEMITE KINGDOM OF JORDAN - año de acuñación              |
|        | 1 Dinar      | 1995-1996 | Latón                     | Latón                     | Heptagonal | 32,00         | 12,60    | Rey Hussein - المملكة الأردنّيّة الهاشميّة | دينار واحد ١ - ONE DINAR - THE HASHEMITE KINGDOM OF JORDAN - año de acuñación                  |
|        | 1 Dinar      | 1998      | Latón                     | Latón                     | Estriado   | 24,00         | 8,40     | Rey Hussein - المملكة الأردنّيّة الهاشميّة | دينار واحد ١ - ONE DINAR - THE HASHEMITE KINGDOM OF JORDAN - año de acuñación                  |

| Imagen | Denominación | Emisión   | Metal                     | Metal                     | Canto    | Diámetro (mm) | Peso (g) | Anverso                               | Reverso                                                                            |
| Imagen | Denominación | Emisión   | Anillo                    | Centro                    | Canto    | Diámetro (mm) | Peso (g) | Anverso                               | Reverso                                                                            |
| ------ | ------------ | --------- | ------------------------- | ------------------------- | -------- | ------------- | -------- | ------------------------------------- | ---------------------------------------------------------------------------------- |
|        | 1 Qirsh      | 2000-     | Acero recubierto de Cobre | Acero recubierto de Cobre | Liso     | 25,00         | 5,50     | Abdalá II - المملكة الأردنّيّة الهاشميّة | أحد القرش ١ - ONE QIRSH - THE HASHEMITE KINGDOM OF JORDAN - año de acuñación       |
|        | 5 Piastras   | 2000-     | Acero chapado en Níquel   | Acero chapado en Níquel   | Estriado | 26,00         | 5,00     | Abdalá II - المملكة الأردنّيّة الهاشميّة | خمسة قروش ٥ - FIVE PIASTRES - THE HASHEMITE KINGDOM OF JORDAN - año de acuñación   |
|        | 10 Piastras  | 2000-     | Acero chapado en Níquel   | Acero chapado en Níquel   | Estriado | 28,00         | 8,00     | Abdalá II - المملكة الأردنّيّة الهاشميّة | عشرة قروش ١٠ - TEN PIASTRES - THE HASHEMITE KINGDOM OF JORDAN - año de acuñación   |
|        | ¼ Dinar      | 1996-1997 | Latón                     | Latón                     | Liso     | 26,50         | 7,40     | Abdalá II - المملكة الأردنّيّة الهاشميّة | ¼ - عشرة قروش - QUARTER DINAR - THE HASHEMITE KINGDOM OF JORDAN - año de acuñación |
|        | ½ Dinar      | 2000-     | Bronce de Aluminio        | Cuproníquel               | Liso     | 29,00         | 9,60     | Abdalá II - المملكة الأردنّيّة الهاشميّة | ½ - نصف الدينار - HALF DINAR - THE HASHEMITE KINGDOM OF JORDAN - año de acuñación  |

## Billetes
En 1949 el gobierno emitió billetes de 500 fils, 1, 5, 10 y 50 dinares. Desde 1959, el Banco Central de Jordania asumió la competencia de emitir dinero e introdujo billetes de 20 dinares en 1977, seguido de un billete de 50 dinares en 1999. Este mismo año también se sustituyeron los billetes de ½ dinar por una moneda.
| Imagen del anverso | Imagen del reverso | Denominación | Color predominante | Dimensiones | Descripción del anverso                                                                                               | Descripción del reverso |
| ------------------ | ------------------ | ------------ | ------------------ | ----------- | --- | --- |
|                    |                    | 1 Dinar      | Verde              | 133 × 74 mm | دينار واحد - ١ - Husayn ibn Ali - Dinar de plata acuñado en Hejaz - المملكة الأردنّيّة الهاشميّة - البنك المركزي الاردني | 1 - ONE DINAR - Rebelión Árabe - THE HASHEMITE KINGDOM OF JORDAN - CENTRAL BANK OF JORDAN                                                            |
|                    |                    | 5 Dinares    | Rojo               | 137 × 74 mm | خمسة دنانير - ٥ - Abdalá I - Moneda de oro acuñada en 1916 - المملكة الأردنّيّة الهاشميّة - البنك المركزي الاردني        | 5 - FIVE DINARS - Palacio de Ma'an - THE HASHEMITE KINGDOM OF JORDAN - CENTRAL BANK OF JORDAN                                                        |
|                    |                    | 10 Dinares   | Azul               | 141 × 74 mm | عشرة دنانير - ١٠ - Talal I - Museo de Um Qais - المملكة الأردنّيّة الهاشميّة - البنك المركزي الاردني                     | 10 - TEN DINARS - Antiguo Parlamento - Rosetón de Al Qastal - Uadi Rum - THE HASHEMITE KINGDOM OF JORDAN - CENTRAL BANK OF JORDAN                    |
|                    |                    | 20 Dinares   | Verde              | 145 × 74 mm | عشرون دينار - ٢٠ - Hussein I - Mezquita del rey Abdalá I - المملكة الأردنّيّة الهاشميّة - البنك المركزي الاردني          | 20 - TWENTY DINARS - Cúpula de la Roca - THE HASHEMITE KINGDOM OF JORDAN - CENTRAL BANK OF JORDAN                                                    |
|                    |                    | 50 Dinares   | Marrón             | 149 × 74 mm | خمسين دينارا - ٥٠ - Abdalá II - المملكة الأردنّيّة الهاشميّة - البنك المركزي الاردني                                     | 50 - FIFTY DINARS - Palacio de Raghadan - Rosetón de la mezquita de Al Aqsa - Lirio negro - THE HASHEMITE KINGDOM OF JORDAN - CENTRAL BANK OF JORDAN |

5ª Serie 2022
| Imagen del anverso | Imagen del reverso | Denominación | Color predominante | Dimensiones | Descripción del anverso         | Descripción del reverso                                                                                |
| ------------------ | ------------------ | ------------ | ------------------ | ----------- | ------------------------------- | --- |
|                    |                    | 1 Dinar      | Verde              | 133 × 74 mm | دينار واحد - ١ - Husayn ibn Ali | 1 - ONE DINAR - Rosal de Petra y Rum - THE HASHEMITE KINGDOM OF JORDAN - CENTRAL BANK OF JORDAN        |
|                    |                    | 5 Dinares    | Rojo               | 137 × 74 mm | خمسة دنانير - ٥ - Abdalá I      | 5 - FIVE DINARS - Tesoro de Petra - THE HASHEMITE KINGDOM OF JORDAN - CENTRAL BANK OF JORDAN           |
|                    |                    | 10 Dinares   | Azul               | 141 × 74 mm | عشرة دنانير - ١٠ - Talal I      | 10 - TEN DINARS - Anfiteatro Romano de Amán - THE HASHEMITE KINGDOM OF JORDAN - CENTRAL BANK OF JORDAN |
|                    |                    | 20 Dinares   | Verde              | 145 × 74 mm | عشرون ديناراً - ٢٠ - Hussein I   | 20 - TWENTY DINARS - Wadi Mujib - THE HASHEMITE KINGDOM OF JORDAN - CENTRAL BANK OF JORDAN             |
|                    |                    | 50 Dinares   | Marrón             | 149 × 74 mm | خمسون ديناراً - ٥٠ - Abdalá II   | 50 - FIFTY DINARS - Uadi Rum - THE HASHEMITE KINGDOM OF JORDAN - CENTRAL BANK OF JORDAN                |